# Kaaresuvanto
Kaaresuvanto [ˈkɑrɛsuvɑntɔ] (lub Karesuvanto, szw.: Karesuando, północnolapoński: Gárasavvon) – miejscowość w północno-zachodniej Finlandii, w gminie Enontekiö w regionie Laponia, ok. 160 mieszkańców.
Kaaresuvanto jest bliźniaczą wsią położonej na przeciwległym brzegu rzeki Muonio miejscowości Karesuando (populacja 313), która jest najdalej na północ wysuniętą miejscowością Szwecji. W Kaaresuvanto bierze początek trasa europejska E45. Według tradycji fińskiej obie wsie są traktowane przez społeczność lokalną jako jedna miejscowość, jednakże przebiegająca przez nie granica państwowa (wytyczona w 1809 roku) zalicza je do dwóch różnych systemów administracyjnych. 

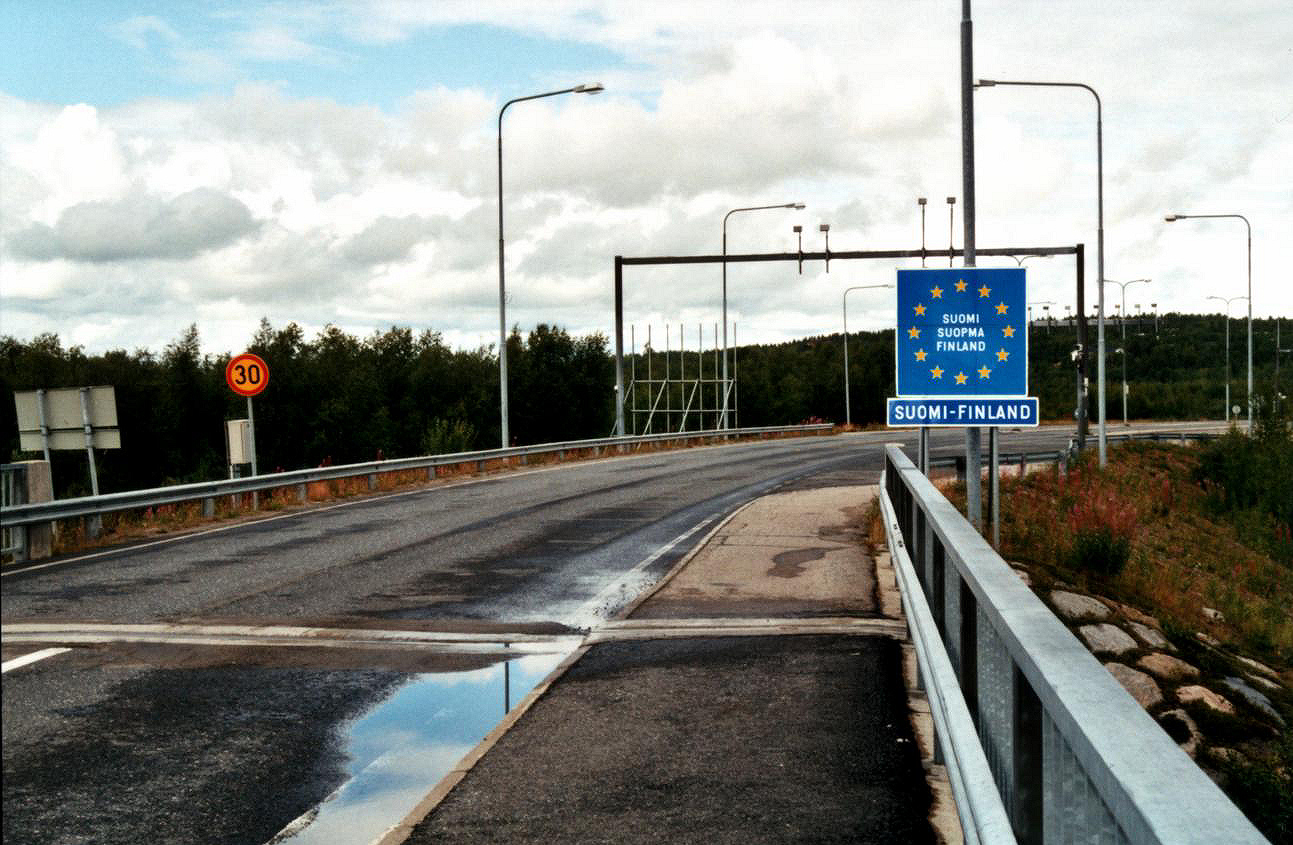
Przejście graniczne w Kaaresuvanto